# Chelsea Gilligan

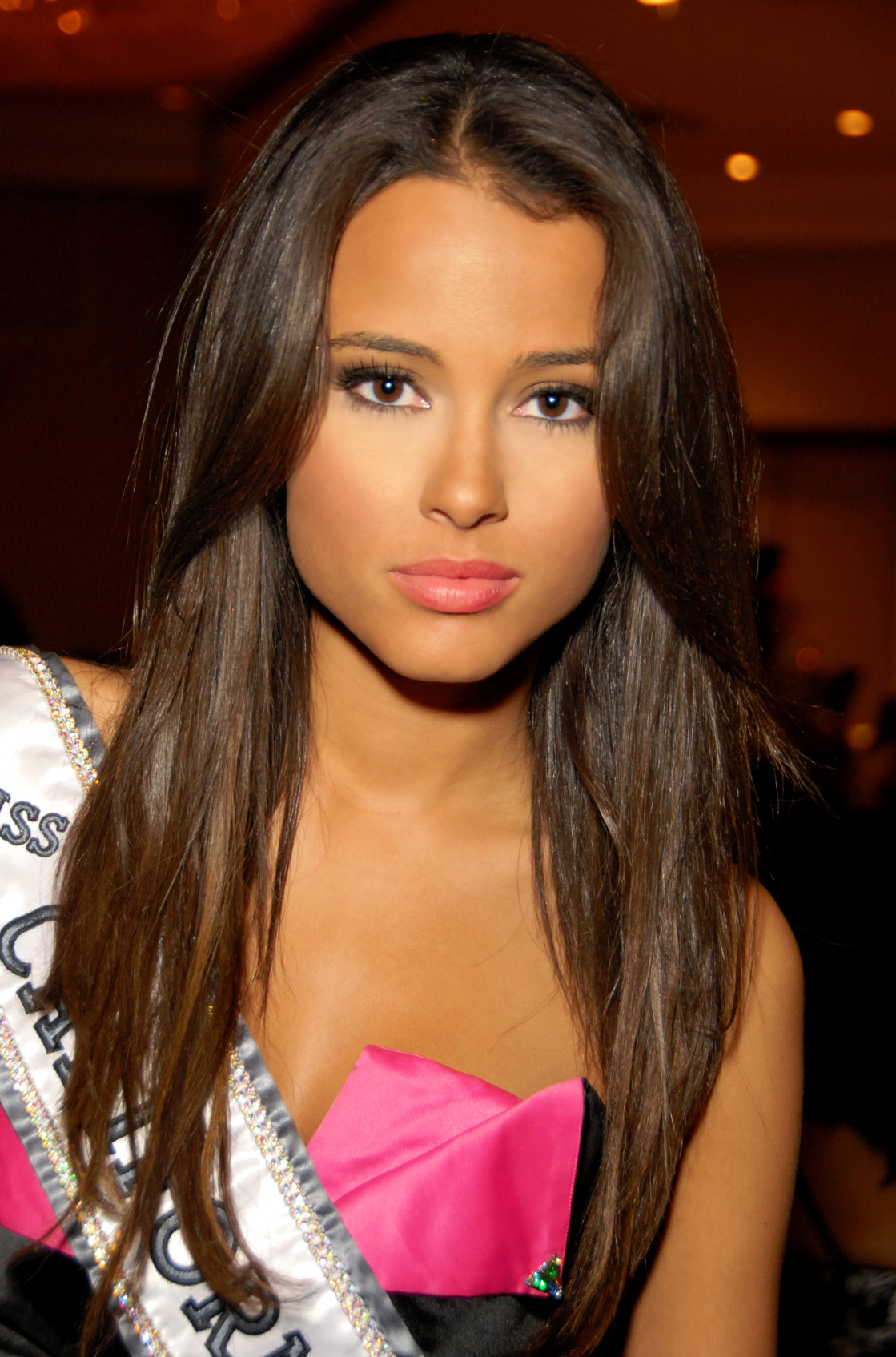
Chelsea Gilligan (2009)

Chelsea Gilligan (* 27. Mai 1991 in Beaumont, Kalifornien) ist eine US-amerikanische Schauspielerin und Model. Sie gewann 2009 den Miss Teen USA Schönheitswettbewerb. Sie spielte 2014 die Rolle der Teri in der Fernsehserie Star-Crossed des Senders The CW.

## Filmografie (Auswahl)
- 2010: Big Time Rush (Fernsehserie, eine Folge)
- 2010: Glory Daze (Fernsehserie, eine Folge)
- 2010: Addicted
- 2011:  Friends with Benefits (Fernsehserie, eine Folge)
- 2011: Victorious (Fernsehserie, eine Folge)
- 2011: How I Met Your Mother (Fernsehserie, eine Folge)
- 2012: Savage
- 2014: Star-Crossed (Fernsehserie, 13 Folgen)
- 2014: Looking for Lions
- 2016: Reclusion
- 2017: A Midsummer’s Nightmare (Fernsehfilm)
- 2019: Windows on the World
- 2020: Navy CIS: New Orlean (NCIS: New Orleans, Fernsehserie, eine Folge)
- 2020: Atlanta Medical (The Resident, Fernsehserie)
- 2022: Mid-Century
- 2023: A Neighbor’s Vendetta
- 2023: Magnum P.I. (Fernsehserie, zwei Folgen)